# Taunton (Massachusetts)
Taunton ist eine Stadt in der Bristol County des Bundesstaats Massachusetts in den Vereinigten Staaten von Amerika. Das U.S. Census Bureau hat bei der Volkszählung 2020 eine Einwohnerzahl von 59.408 ermittelt.
Taunton ist der County Seat von Bristol County. Die Stadt hat eine Fläche von 124,2 km² (120,7 km² Land und 3,5 km² Gewässer) und liegt am Taunton River.

## Geschichte
Englische Siedler kauften die Gegend Cohannet von den einheimischen Wampanoag. 1637 wurde die Siedlung von Elizabeth Poole gegründet und am 3. September 1639 offiziell als Gemeinde organisiert. Die Mehrheit der Siedler kamen aus Taunton in der englischen Grafschaft Somerset, was zu der Umbenennung der Siedlung 1640 führte. Mehrere Schlachten in King Philip’s War und dem Amerikanischen Unabhängigkeitskrieg fanden in Taunton oder in seiner Nähe statt. Taunton wurde am 11. Mai 1864 als Stadt neu organisiert.
Taunton war lange Heimat verschiedener Silber bearbeitender Firmen, u. a. die Taunton Silversmiths und die F.B. Rogers Silver Co. und dankt diesen seinen Spitznamen „Silver City“.
Elizabeth Poole war die erste weibliche Gründerin eines Ortes in Amerika und mit ihrer 1652 gegründeten Eisenschmiede auch die erste Geschäftsfrau.
Der Volkszählung 2000 zufolge hatte die Stadt eine Gesamtbevölkerung von 55.976.

## Partnerstädte
- Taunton, Vereinigtes Königreich
- Angra do Heroísmo, Azoren, Portugal
- Lagoa, Azoren, Portugal

## Söhne und Töchter der Stadt
- Lemuel Williams (1747–1828), Politiker
- Francis Baylies (1783–1852), Politiker
- James L. Hodges (1790–1846), Politiker
- Joseph L. Tillinghast (1791–1844), Politiker
- Alexis Caswell (1799–1877), baptistischer Geistlicher und Präsident der Brown University
- Isaac Babbitt (1799–1862), Goldschmied und Metallurg
- Samuel L. Crocker (1804–1883), Politiker
- Henry Williams (1805–1887), Politiker
- Seth Padelford (1807–1878), Politiker
- Joseph R. Williams (1808–1861), Politiker
- Arthur Cleveland Bent (1866–1954), Ornithologe
- William Z. Foster (1881–1961), Politiker (CPUSA) und Gewerkschaftsführer
- Charles H. White (1883–1971), Generalmajor der United States Army
- Basil O’Connor (1892–1972), Rechtsanwalt und Philanthrop
- Frederick Augustus Irving (1894–1995), Generalmajor der United States Army
- Mildred Wiley (1901–2000), Hochspringerin
- William S. Knowles (1917–2012), Chemiker und Nobelpreisträger für Chemie
- Ernie Furtado (1923–1995), Jazz-Bassist
- Leon Kamin (1927–2017), Psychologe
- Marc R. Pacheco (* 1952), Politiker